# Budugen
Budugen (mort el 233 EC) va ser un líder territorial de la tribu Xianbei durant els períodes de la Dinastia Han Oriental i els Tres Regnes de la història xinesa. Va mantenir la seva independència mitjançant l'enviament de tributs a l'estat de Cao Wei durant el regnat de Cao Pi. Amb el regnat de Cao Rui, Budugen es va al·liar amb Kebineng per iniciar una revolta contra Cao Wei. La revolta va ser sufocada i Budugen va ser assassinat per Kebineng.